# Old Dads
Pour plus de détails, voir Fiche technique et Distribution.
Old Dads est un film américain réalisé par Bill Burr et sorti en 2023 sur Netflix.

## Synopsis
Jack et ses deux meilleurs amis vendent leur entreprise à un millennial. Ces trois hommes d'âge moyen se retrouvent en décalage et en retard sur le monde actuel en constante évolution.

## Fiche technique
Sauf indication contraire, les informations mentionnées dans cette section peuvent être confirmées par la base de données cinématographiques IMDb,  présente dans la section « Liens externes ».
- Titre original : Old Dads
- Réalisation : Bill Burr
- Scénario : Bill Burr et Ben Tishler
- Musique : Christopher Willis
- Décors : Jenny Möller
- Costumes : Christopher Lawrence
- Photographie : Sean McElwee
- Montage : Patrick J. Don Vito et Adriaan van Zyl
- Production : Mike Bertolina, Bill Block, Bill Burr, Monica Levinson et Ben Tishler

Producteurs délégués : Jamie D. Boscardin et Joshua A. Foster
- Sociétés de production : All Things Comedy et Miramax
- Société de distribution : Netflix
- Budget : n/a
- Pays de production :  États-Unis
- Langue originale : anglais
- Format : couleur
- Genre : comédie
- Durée : 104 minutes
- Date de sortie[1] : 20 octobre 2023 (sur Netflix)
- Classification[2] :
  - États-Unis : R

## Distribution
- Bill Burr (VF : Guillaume Lebon) : Jack Kelly
- Bobby Cannavale (VF : Constantin Pappas) : Connor Brody
- Bokeem Woodbine (VF : Frantz Confiac) : Mike Richards
- Katie Aselton (VF : Christèle Billault) : Leah Kelly
- Reign Edwards : Britney
- Erin Wu : Diamelle
- Miles Robbins (VF : Alan Aubert-Carlin) : Aspen Bell
- Jackie Tohn : Cara Brody
- Rachael Harris (VF : Nathalie Homs) : Lois Schmieckel-Turner
- Justin Miles (VF : Romain Altché) : Travis Romine
- Bruce Dern (VF : Patrick Messe) : Richie Jacobs
- Katrina Bowden : Joanna
- Josh Brener (VF : Hervé Rey) : Dana
- Rory Scovel : Terrance Huffy-Schwinn
- Rick Glassman : Hunter Lewis
- Paul Walter Hauser (VF : Maxime Hoareau) : le concierge du motel

## Production

### Genèse et développement
Le projet démarre par un script spéculatif en 2020. En mars 2022, il est annoncé que l'humoriste Bill Burr l'a coécrit et qu'il va réaliser le film et tenir le rôle principal. Le film est produit par Miramax et la société de Bill Burr, All Things Comedy. Bobby Cannavale et Bokeem Woodbine sont ensuite annoncés dans les autres rôles principaux.
Le script est coécrit par Ben Tishler, qui produit également le film aux côtés notamment de Bill Block, Monica Levinson et Mike Bertolina.

### Attribution des rôles
En mars 2022, Katie Aselton est annoncée dans le rôle de la femme du personnage de Bill Burr. Peu après, Reign Edwards est choisie pour incarner Britney, la femme du personnage campé par Bokeem Woodbine.
Jackie Tohn, Miles Robbins, Rachael Harris, Dash McCloud, Justin Miles, Natasha Leggero (en), Katrina Bowden, Josh Brener et Rory Scovel rejoignent le film au moment du début du tournage.

### Tournage
Le tournage débute à Los Angeles le 2 mars 2022,.